# 无素
无素（?—?），吐谷浑王族，吐谷浑第十八任首领夸吕的孙子，第十九任首领世伏的哥哥的儿子。
591年，夸吕卒，子世伏立。世伏派无素向隋朝奉表称籓，献方物，请以女备於隋朝后庭。隋文帝对弟弟滕王杨瓒说：“这并非至诚，只是急着想的计策。”然后对无素说：“朕知到吐谷浑国主欲令女事朕，若依来请，他国得之，便当相学。一许一塞，是谓不平。若并许之，又非好法。朕情存安养，欲令遂性，岂可聚敛子女以实后宫乎？”最后没有同意世伏、无素的请求。